# Skyranger 30
A Skyranger 30 egy kis hatótávolságú légvédelmi rendszer (VSHORAD), amelyet a német Rheinmetall vállalat fejleszt elsősorban drónok (UAV) elleni harcra. A rendszer egy radarral felszerelt távirányított lövegtoronyból, illetve annak irányító konzoljából áll. Ez utóbbiak a hordozó járműben kapott helyet a kétfős személyzettel együtt. A Skyranger 30 rendszer fegyverzetét egy 30 milliméteres KCE gépágyú és változattól függően 2 vagy 4 kis hatótávolságú légvédelmi rakéta adja. A gépágyúval legfeljebb 3 km, a rakétákkal pedig mintegy 8 kilométer távolságban repülő célokat támadhat. Opcionálisan lézerfegyver, illetve drónzavaró berendezés is beépíthető. A Skyranger 30 egy viszonylag kis méretű, platformfüggetlen rendszer, amely szinte bármelyik korszerű  6×6-os, 8×8-as hajtásképletű, vagy lánctalpas harcjárműbe beépíthető a megrendelő igényeinek megfelelően.
A Skyranger 30 rendszert Lynx harcjárművekre telepítve a Magyar Honvédség is rendszeresíteni fogja várhatóan 2025–2026 körül.

## A fejlesztés története
A 2020-as örmény-azeri háború (ún. második hegyi-karabahi háború) fontos tanulsága volt a drónok (UAV) térnyerése, aminek a jelentőségét a 2022-ben kitört ukrajnai háború is igazolta. A drónveszély felismerése egyre inkább igényt támaszt a világ haderői részéről a közeli és nagyon közeli hatótávolságú légvédelmi rendszerek iránt. Erre építve kezdte meg a Rheinmetall vállalat kifejleszteni a Skyranger 30 légvédelmi rendszert, amely számos már meglévő megoldást, rendszert alkalmaz így viszonylag gyorsan halad a fejlesztés. A Skyranger 30 fejlesztése TRL 6 vagyis prototípus szinten állt 2021 végén. A Rheinmetall szerint 2024–2025-re érhet meg az éles alkalmazásra (TRL 8–9) a rendszer.
Érdekesség, hogy a rendszer fejlesztője a Rheinmetall Air Defence AG, amely híres svájci Oerlikon Contraves vállalat jogutódja. Az Oerlikon neve sokáig egyet jelentett közepes kaliberű csöves légvédelmi fegyverekkel és még ma is meghatározó szereplő ezen a területen. A cég nevéhez kötődik a 35×228 mm lőszer illetve az AHEAD technológia kifejlesztése. Ez utóbbi teszi lehetővé a lövedékek indukciós programozását, gyújtójának időzítését cső elhagyásának pillanatában.
Egyes sajtóinformációk szerint Rheinmetall Air Defence AG fejlesztési központja is Magyarországra költözhet a közeljövőben a Lynx harcjárműveket gyártó üzem mellé.
A Rheinmetall vállalat közleménye szerint 2023 decemberében a Skyranger 30 prototípusa sikeres éles lövészetet hajtott a gyár svájci lőterén. A kvalifikációs teszteket 2024 közepére befejezik szerint a tervek szerint és ezzel a rendszer készen áll a sorozat gyártásra. A Skyranger 30 légvédelmi rendszer legkésőbb 2025 végére, 2026 elejére érheti el a bevethetőséget (IOC).

## Kialakítás és jellemzők
A Skyranger 30 légvédelmi rendszer lényegében egy gépágyú-torony számos érzékelővel és légvédelmi rakétaindító képességgel, amely bármilyen megfelelő teherbírású járműre ráépíthető, integrálható. A torony távirányítású, vagyis nem ülnek benne kezelők, mint egy hagyományos lövegtoronyban; páncélzata pedig ellenáll a kézifegyverek lövedékeinek (2. szintű védelem STANAG 4569 szerint). Igény esetén 4. szintre növelhető a védettség. A légvédelmi jármű túlélőképességét növeli két 10 darabos ROSY típusú 40 mm-es ködgránátvető, amely veszély esetén képes elrejteni azt a távolságmérő és célmegjelölő lézerek valamint a hőkamerák (FLIR) elől is.

### Felderítő rendszerek

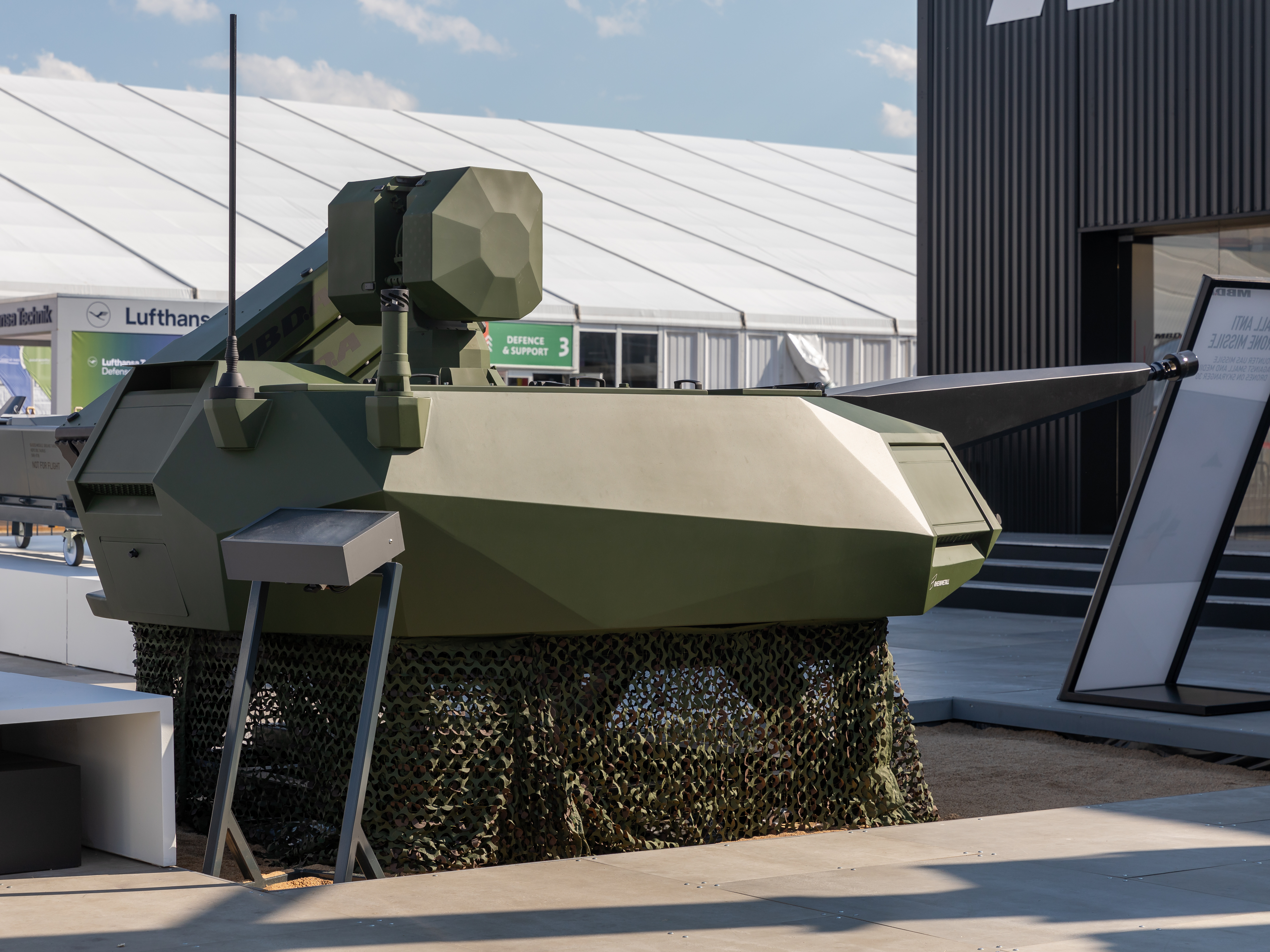
Az új, 2024-ben bemutatott változat három SPEXER radarral biztosítja a körkörös lefedettséget

A Skyranger 30 legnagyobb erőssége felderítő rendszereiben rejlik. Az S-hullámsávban működő radarja 360 fokban „körbe lát” három AESA antennájának köszönhetően. Az Oerlikon AESA Multi-Mission Radar (AMMR) néven forgalmazott radar kifejezetten kis méretű célok detektálására optimalizálták. A radar detektálási hatótávolsága az alábbiak szerint alakul:
- 1 négyzetméteres radarkeresztmetszetű (kb. F–16 méretű) cél esetén: legalább 20 km, legfeljebb 30 km
- Egyhelyben függeszkedő helikopter esetén: legalább 12 km
- Rakéták, irányított bombák esetén: 10 km
- Tüzérségi lövedékek (pl. aknagránát) és kis méretű drónok: 5 km

Az AMMR radar egyidejűleg 150 célt képes követni. A Rheinmetall 2022 áprilisában bejelentette, hogy az Oerlikon AMMR radarjuk sorozatgyártásra érett.
A 2024 júniusában bemutatott új kialakítású Skyranger 30 torony három nagyobb radarantenna-panellel biztosítja a teljes 360 fokos lefedettséget a korábbi 5 helyett. Ezenkívül egy kisebb, vélhetőn célkövető radar-panel is helyett kapott a torony elején. A három radarpaneles kialakítású változat a német Hensoldt vállalat SPEXER 2000 3D MKIII radarját hordozza, amellyel a német, osztrák, dán illetve a magyar Skyrangerek is fel lesznek szerelve. A SPEXER 2000 radar maximális hatótávolsága mintegy 30 km, a kis méretű célokat azonban ennél lényegesen kisebb távolságról képes észlelni: mikró-drónokra legfeljebb 6 km-es távolságot ad meg a gyártó. A Hensoldt által közzé tettet felderítési távolságok a következőek:
- Repülőgép (3.0 m² RCS): 27 km
- Alacsonyan repülő helikopter (5.0 m² RCS): 36 km
- UAV vagyis drónok (0.2 m² RCS): 9 km

Egyelőre nem ismert olyan megrendelő, amely az AMMR radarral kérte a Skyranger 30 rendszert, így a SPEXER tekinthető a rendszer "alapértelmezett" radarjának.
A célok felderítésének másik, rejtettebb módja a FIRST elnevezésű infravörös tartományban működő detektor, amely a repülőeszközök hőkibocsátását érzékelve képes felderíteni azokat. Mivel ez nem jár rádiójel kisugárzással, a Skyranger 30 rendszerrel felszerelt jármű könnyebben rejtve maradhat. A rendszer képes kívülről, például távolabbi radarállomásoktól célinformációkat kapni és egy nagyobb légvédelmi hálózat részeként működni – saját radarjának bekapcsolása nélkül is képes célokat leküzdeni.
A felderített célpontokat a TREO elnevezésű elektro-optikai célzórendszer segítségével tudják tűz alá venni. Ez a rendszer áll egy nappali kamerából, egy éjszakai működést lehetővé tevő hőkamerából és egy földi illetve légi célokra optimalizált lézeres távolságmérő műszerekből. A légi célok távolságát a rendszer mintegy 6 km-ig tudja pontosan mérni, ami bőven elégséges a lőelemek kiszámításához a  mintegy  3000 méter hatásos lőtávolságú gépágyú számára. A kétfős személyzetnek elegendő kijelölni a célpontot, az elfogást a rendszer szinte teljesen automatikusan végzi. Vevői igény esetén Ku-hullámsávban működő célkövető radar is beépíthető arra az esetre, ha a rossz látási viszonyok miatt az elektro-optikai rendszer nem használható hatékonyan.

### Fegyverzet

#### A gépágyú

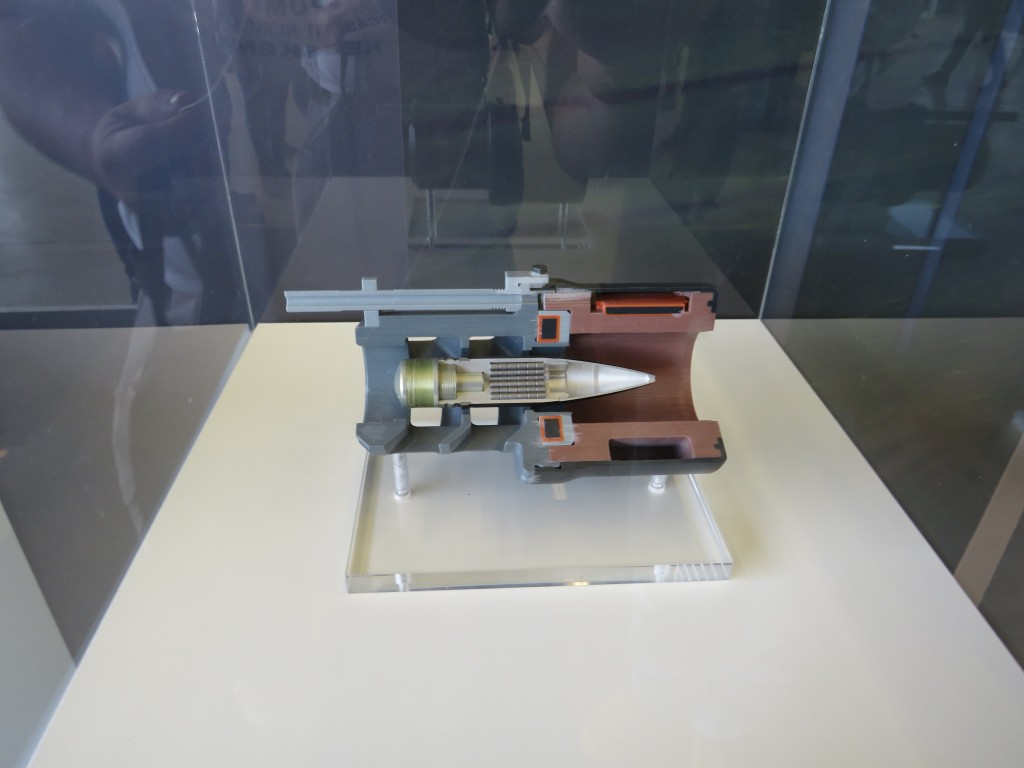
Az időzíthető lőszer keresztmetszete

A Skyranger 30 főfegyverzete a 30×173 mm-es lőszert tüzelő Oerlikon KCE-ABM gépágyú, amely a híres svéd Viggen vadászbombázó fedélzeti fegyverének a továbbfejlesztésével született. A gépágyú képes programozott lövedékek kilövésére, amely egy meghatározott idő után, a cél közelében robbannak fel. A lézer vagy a radar által mért céltávolság és célsebesség alapján kiszámított időzítést a cső végén elhelyezett elektromágneses műszer „közli” a lövedékkel, annak sebességét is figyelembe véve. Minden lövedék 162 darab 1,24 grammos wolfram-hengert tartalmaz, amelyek a megfelelő időzítésnek köszönhetően hatékony repeszfelhőt hoznak létre a célpont útvonalában. A wolfram-hengerek akár 8 mm vastag acéllemezen is áthatolnak, vagyis gyakorlatilag semmilyen repülőeszköz nem képes ellenállni nekik. A Skyranger 30 programozható lövedéke teljesen megegyezik a Honvédség Lynx gyalogsági harcjárműveinek 30×173 mm-es ABM lőszerével, így jelentős logisztikai előnyt jelentene, ha a Skyranger 30 lesz a Honvédség csapatlégvédelmi rendszere.
A gépágyú tűzsebessége 16 lövés másodpercenként és 300 lövedék érhető el hozzá a toronyba töltve. A Rheinmetall tervezi egy társzerűen cserélhető lőszeradagoló rendszer kialakítását a járműhöz. A tesztek során 3 lövedék is elegendőnek bizonyul egy kisebb méretű drón lelövéséhez. Egy alkalommal egy 8 drónból álló raj leküzdése volt a tesztfeladat a rendszer számára. A rendszer 16 darab 30 milliméteres lövedékkel semlegesítette mind a nyolc célpontot, noha drónok többsége már a hatodik lövés után megsemmisült. Bár a harci és felderítő drónok elleni küzdelem a Skyranger 30 rendszer elsődleges célja, hagyományos repülő eszközök ellen is ugyanúgy hatásos, ha azok berepülnek a megsemmisítési zónájába. A rendszer képes tüzérségi rakéták és aknagránátok valamint „öngyilkos drónok” leküzdésére is.
A löveget a vízszinteshez képest -10 és +85 fokos tartományban lehet emelni, míg a torony teljesen körbeforgatható.

#### Rakéták

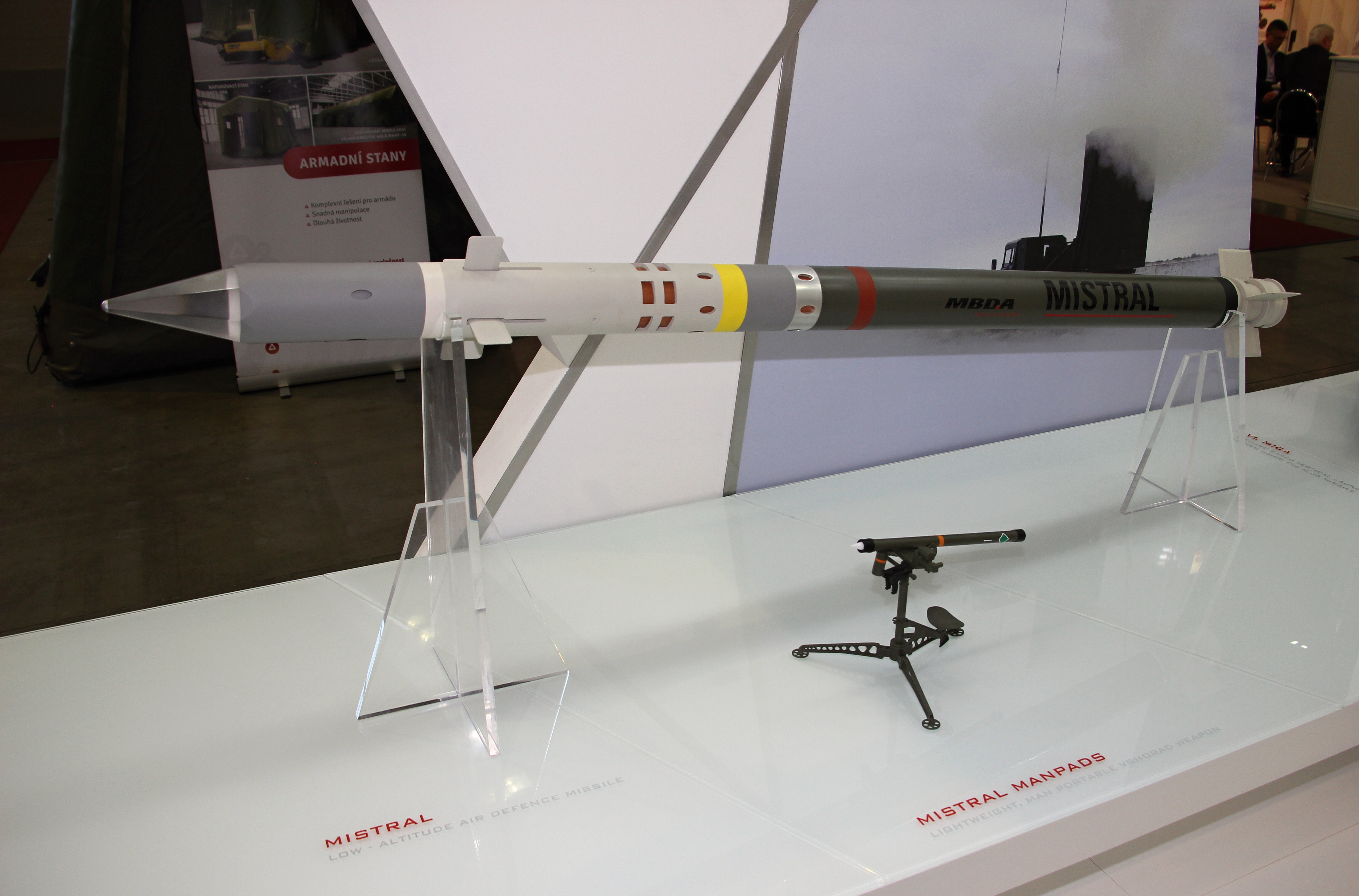
A Mistral rakéta a magyar Skyrangerek nagyobb hatótávolságú fegyvere lesz

A torony tetejébe süllyesztve kapott helyet egy indító kis hatótávolságú légvédelmi rakéták számára, amelybe rakétatípustól függően 2–4 rakéta helyezhető el. A Rheinmetall közlése szerint bármely rakétatípus integrálható, ami belefér a konténer 250 kilogrammos tömeg és méret limitjébe. Ebből kifolyólag inkább olyan passzív infravörös rávezetésű rakéták jöhetnek szóba, mint a Stinger vagy a Mistral. 2023 augusztusában a Mistral rakétát gyártó MBDA vállalat bemutatta négyrakétás indítójának makettjét, amivel a Skyranger 30 tornyot kívánja felszerelni megrendelés esetén. A Mistral rakéták hatótávolsága 8–10 kilométer közé tehető, bár 8 km-en túl lassú, alig manőverező célok ellen van csak esélye a találatnak.
Felmerült a gyártó részéről a függőleges indítású, 8–10 km hatótávolságú  SkyKnight rakéta integrálása is lehetőségként. A SkyKnight egy 2,2 méter hosszú, 115 mm átmérőjű rakéta, amelynek szárnyfesztávolsága 300 mm, tömege pedig 35 kg. A rakéta rakéták, tüzérségi és aknavető lövedékek ellen 4 km-es, precíziós levegő-föld rakéták és bombák ellen 6 km-es hatótávolsággal bír. Helikopterek, drónok (UAV) és hagyományos merev szárnyú repülőgépek elfogására 10 km-es céltávolságig alkalmas a fejlesztő HALCON vállalat szerint, amely Rheinmetallal közösen dolgozik a rendszer integrációján. Maga a SkyKnight rakéta is még fejlesztés alatt áll: 2026-ra érheti el a bevethetőséget, így az integráció évek múlva valósulhat meg.

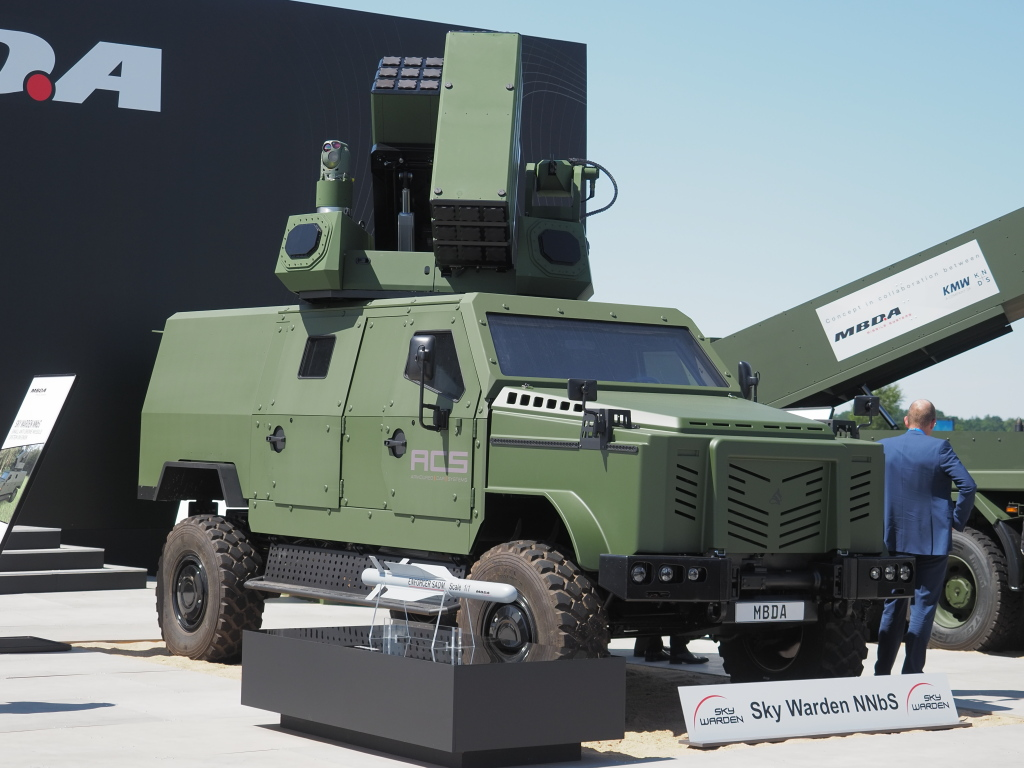
A SADM rakéta makettje egy kiállításon az indítójármű mellett

2024 júniusában az MBDA bemutatta a Skyrangerre szánt kis méretű drón elleni rakétáját, amelyből 9 darab helyezhető el a toronyban. A Small Anti Drone Missile (SADM) néven ismert rakéta az infravörös képalkotó rávezetésű ENFORCER páncéltörő rakétán alapul és hatótávolsága 5–6 km-re tehető.
Ami a továbbfejlesztési irányokat illeti: a drónok kommunikációját zavaró berendezés (EW) illetve azok jeleinek bemérést lehetővé tevő műszerek integrálása is felmerült Rheinmetall közlése szerint. Passzív érzékelők körének bővítése is napirenden van, de egyelőre ezekről nem érhető el több információ.

#### Lézerfegyver
2022 februárjában bemutatták a torony nagy energiájú lézerrel (High Energy Laser, röviden: HEL) kiegészített változatát, így gépágyú és rakéták mellett már lézerrel is támadhatja az ellenséges drónokat. Kisebb, sérülékenyebb drónok lelövésére kedvező időjárás esetén a lézer sokkal gazdaságosabb megoldást jelent, mint a Skyranger 30 rendszer többi fegyvere. A lézer teljesítménye 20-50 kW közötti, de a későbbiekben akár 100 kW-os lézer is beépítésre kerülhet.

## Rendszeresítők

### Jövőbeni rendszeresítők
Ausztria – az osztrák haderő is 36 darab Mistral rakétákkal felszerelt Skyranger 30 rendszert rendelt 6x6-os Pandur EVO harcjárművekre telepítve. Az osztrák változat tornya egy tonnával könnyebb és csak két rakétát hordoz a kisebb teherbírású 6x6 alváz miatt.
 Dánia – A dán haderő a Skyranger 30 rendszeresítése mellett döntött Piranha V harcjárművekre telepítve azokat. A sajtóhírek szerint a dán Skyrangerekre is Mistral rakéta kerül majd. Dánia 16 darab légvédelmi jármű kötött szerződést  2024 szeptemberében.
 Magyarország – Böröndi Gábor vezérezredes, a Honvéd Vezérkar főnöke egy 2023 decemberi interjúban beszélt arról, hogy tervezik a SkyRanger rendszer beszerzését is.  A rendszer várhatóan 2025–2026 körül jelenhet meg a Magyar Honvédség arzenáljában.

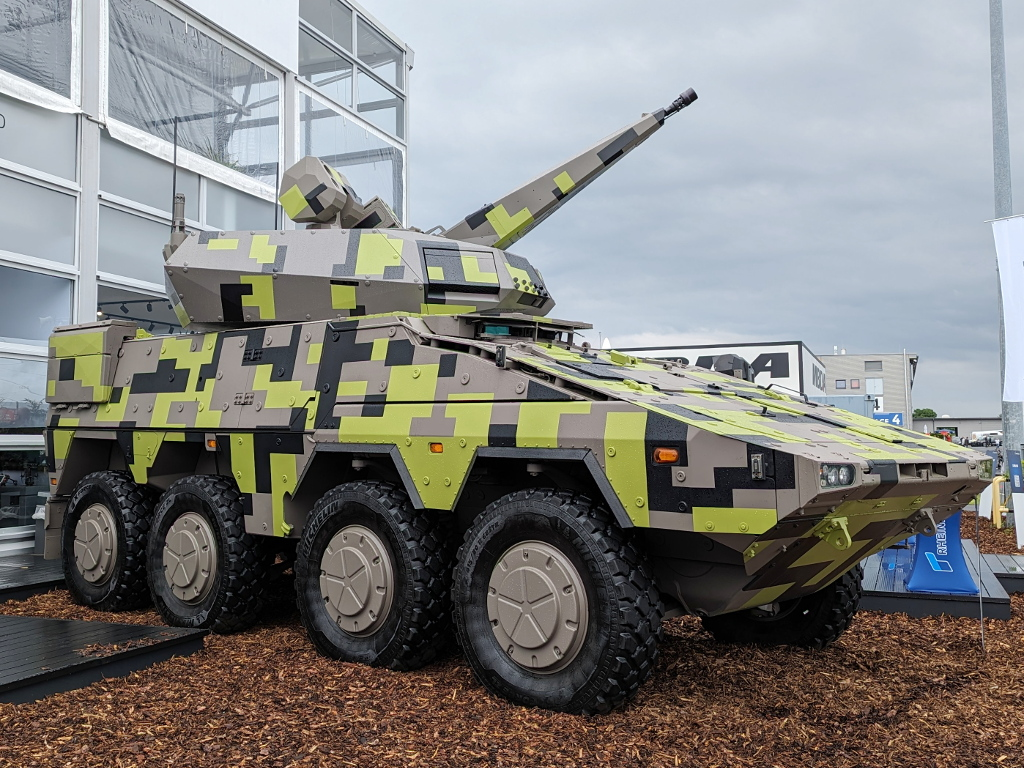
A német haderő számára kialakított Skyranger 30 légvédelmi rendszer Boxer alvázon

Egy 2023. december 15-én aláírásra került 30 millió euró értékű szerződés értelmében a Rheinmetall vállalat kifejleszti a magyar igényekre szabott légvédelmi Lynx harcjárművet Skyranger 30 toronnyal és Mistral rakétákkal felszerelve.

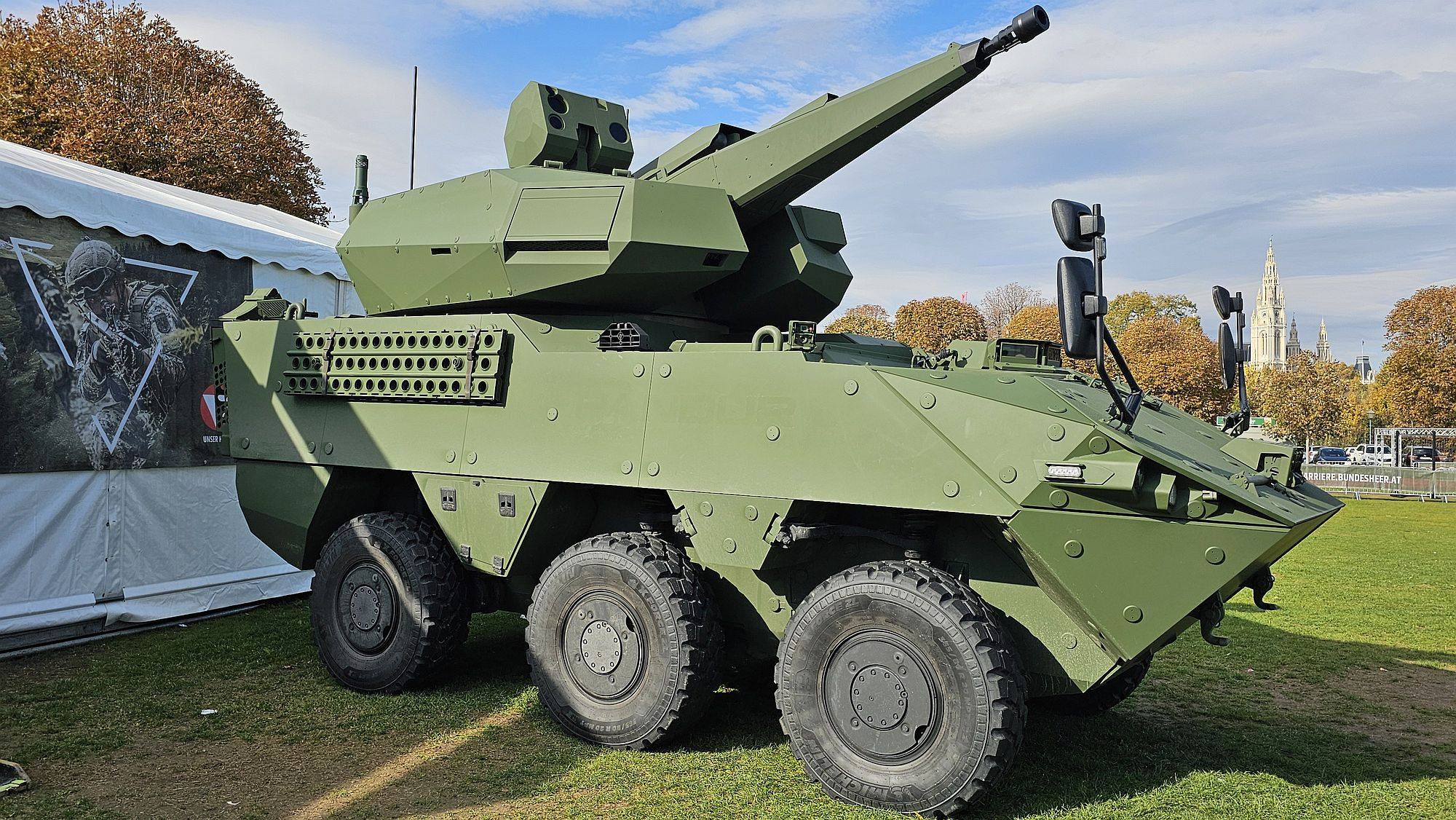
Skyranger 30 rendszer Pandur EVO 6x6-os alvázon, amelyet az osztrák haderő számára fejlesztenek és gyártanak majd.

Meg nem erősített sajtóhírek szerint Magyarország 18 darab Skyranger 30 légvédelmi járművet tervez vásárolni.
 Németország – A német haderő NNbS (Nah- und Nächstbereichsschutz) program keretében keres megoldást a drónok illetve más légi eszközök jelentette veszélyre. Ennek keretében a Skyranger 30 is rendszeresítésre kerül a Bundeswhernél. Németország 19 darab Stinger rakétákkal felszerelt Skyranger 30 légvédelmi jármű beszerzését határozta el Boxer harcjárművekre telepítve. A megrendelés értéke 650 millió euró.

### Potenciális rendszeresítők

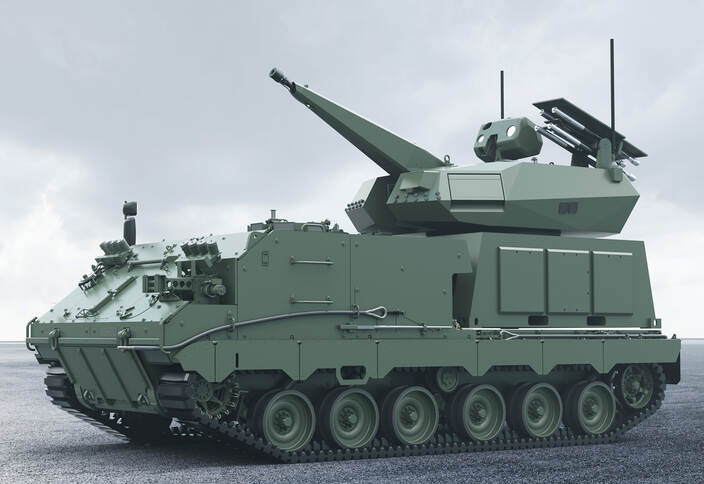
Holland Skyranger 30 prototípusa ACSV G5 alvázon

Amerikai Egyesült Államok – A Rheinmetall az amerikai Lockheed Martin vállalattal közösen lobbizva kínálja a Skyranger rendszert az amerikai hadsereg számára helyi gyártással együtt. Konkrét megrendelési szándékról nincs hír egyelőre a U.S. Army részéről.
 Egyesült Királyság – A brit haderő is érdeklődik a rendszer iránt: 8×8-as Boxer harcjárművekre telepítenék azokat. Döntés egyelőre még nincs – a Skyranger 35 rendszer is versenyben van a brit megrendelésért.
 Hollandia - Hollandia 22 Skyranger 30 beszerzését tervezi ACSV G5 lánctalpas alvázon.
 Litvánia – A litván haderő Boxer alapú Skyranger 30-asok után érdeklődik.

## Összehasonlítás
|                                                               | Skyranger 30                                                                                               | Skyranger 35                                   | CV90 TriAD / Lkvk 90              | Pantsir S1 / SA-22   |
| ------------------------------------------------------------- | --- | ---------------------------------------------- | --------------------------------- | -------------------- |
| Gyártóország                                                  | Németország / Svájc                                                                                        | Németország / Svájc                            | Svédország                        | Oroszország          |
| Gyártó vállalat                                               | Rheinmetall Air Defence AG                                                                                 | Rheinmetall Air Defence AG                     | BAE Systems AB                    | KBP Tula             |
| Kezelők száma (járművezető nélkül)                            | 2 fő (harcjárműben)                                                                                        | 2 fő (harcjárműben)                            | 2 fő (toronyban)                  | 3 fő (harcjárműben)  |
| Célkereső Radar                                               | Rheinmetall Oerlikon AMMR vagy SPEXER 2000 3D MKIII                                                        | Rheinmetall Oerlikon AMMR                      | Thomson CSF PS-95                 | 1RS2-1E              |
| Hullámsáv                                                     | AMMR: S-sáv SPEXER 2000 3D MKIII: X-sáv                                                                    | S-sáv / X-sáv                                  | (nincs adat)                      | L-sáv / UHF          |
| Detektálási távolság                                          | AMMR : ≥20 km (1 m2 RCS cél) 50 km (műszeres maximum) SPEXER 2000 3D MKIII: 30 km 40 km (műszeres maximum) | ≥20 km (1 m2 RCS cél) 50 km (műszeres maximum) | 14,8 km (cél jellemző nem ismert) | 32–36 km (RCS: 2 m2) |
| Keresés közben követhető célok száma (Track while scan – TWS) | AMMR: 150 légicél SPEXER 2000 3D MKIII: 300 légicél                                                        | 150 légicél                                    | (nincs adat)                      | (nincs adat)         |
| Célkövető radar                                               | opcionális: RM Oerlikon                                                                                    | RM Oerlikon                                    | nincs                             | (nincs adat)         |
| Hullámsáv                                                     | Ku-sáv | Ku-sáv                                         | nincs                             | (nincs adat)         |
| Detektálási távolság                                          | 30 km (műszeres maximum)                                                                                   | 30 km (műszeres maximum)                       | nincs                             | 24–28 km (RCS: 2 m2) |
| Gépágyú                                                       | 1 db 30×173mm KCE                                                                                          | 1 db 35×228mm KDG                              | 1 db 40×365mmR Bofors L/70        | 2 db 30×165 mm 2A38  |
| Függőleges irányzás                                           | -10 / +85 fok között                                                                                       | -5 / +85 fok között                            | -8 / +50 fok között               | -9 / +85 fok között  |
| Vizszintes irányzás                                           | 360 fok | 360 fok                                        | 360 fok                           | 360 fok              |
| Elméleti tűzsebesség                                          | 960–1200 lövés/perc                                                                                        | 1000 lövés/perc                                | 330 lövés/perc                    | 4000 lövés/perc      |
| Lőszerkészlet                                                 | 252 db lőszer                                                                                              | 252 db lőszer                                  | 232 db lőszer                     | 2×700 db lőszer      |
| Hatásos lőtávolság                                            | 3000 méter                                                                                                 | 4000–4500 méter                                | 4000 méter                        | 4000 méter           |
| Programozható lőszer                                          | AHEAD / KETF                                                                                               | AHEAD / KETF                                   | Bofors 3P                         | nincs                |
| Lövegtorony tömege (lőszerrel)                                | 2500 kg | 4250 kg                                        | (nincs adat)                      | (nincs adat)         |
| Lézerfegyver                                                  | Rheinmetall HEL                                                                                            | (opcionális) Rheinmetall HEL                   | nincs                             | nincs                |
| Teljesítmény                                                  | 20–50 kW (jövőben 100 kW)                                                                                  | 20–50 kW (jövőben 100 kW)                      | nincs                             | nincs                |
| Rakétafegyverzet                                              | 2–4 darab Stinger vagy Mistral                                                                             | nincs                                          | nincs                             | 57E6-E               |
| Rakéta rávezetési módja                                       | passzív infravörös                                                                                         | nincs                                          | nincs                             | rádió-parancs        |
| Hatótávolság                                                  | 6–8 km | nincs                                          | nincs                             | 18 km                |
| Maximális magasság                                            | 3–6 km | nincs                                          | nincs                             | 15 km                |